# De Oelemölle
De Oelemölle of Oele Mölle is een molen aan het Molenplein te Heemse (Hardenberg) in Overijssel.

## Molen en eigenaars
Het is een achtkantige, houten stellingmolen met de oorspronkelijke functie van korenmolen.
De achtkant is met riet gedekt en gebouwd op een stenen onderkant. Ook de kap is met riet gedekt. De wieken hebben een vlucht van 24 meter.

Het in het riet aangebrachte jaartal 1533 kan niet op deze molen slaan, daarvoor is de constructie veel te jong. Waarschijnlijk slaat het op een oude standerdmolen, die hier vroeger gestaan zou hebben. De molen zelf komt waarschijnlijk uit 1870, deze datum staat ook in de bovenas van de molen.
In 1965 heeft de huidige eigenaar, de gemeente Hardenberg, de vervallen molen teruggekocht van een particulier en heeft de molen in 1968 laten restaureren. De molen werd eind 1969 heropend, en kreeg hierbij de functie als expositieruimte. Deze restauratie heeft echter niet het gewenste resultaat opgeleverd. De kap is naar verhouding te klein en nog meer onderdelen zijn onjuist. Een nieuwe restauratie is nodig om het geheel weer in zijn oorspronkelijke proporties te brengen.
De molen is wel maalvaardig, maar niet als zodanig in gebruik. De molen draait meestal wel 2x in de week. De molenaar van de Oelemolle is J. Ranter.

## Naam
Er zijn verschillende verklaringen voor de naam Oelemölle, maar over het algemeen wordt aangenomen dat deze naam komt van de zogenaamde Uilenbelt, waarop de molen gebouwd is. De naam werd officieel in 1967 in gebruik genomen.

## Zeilen

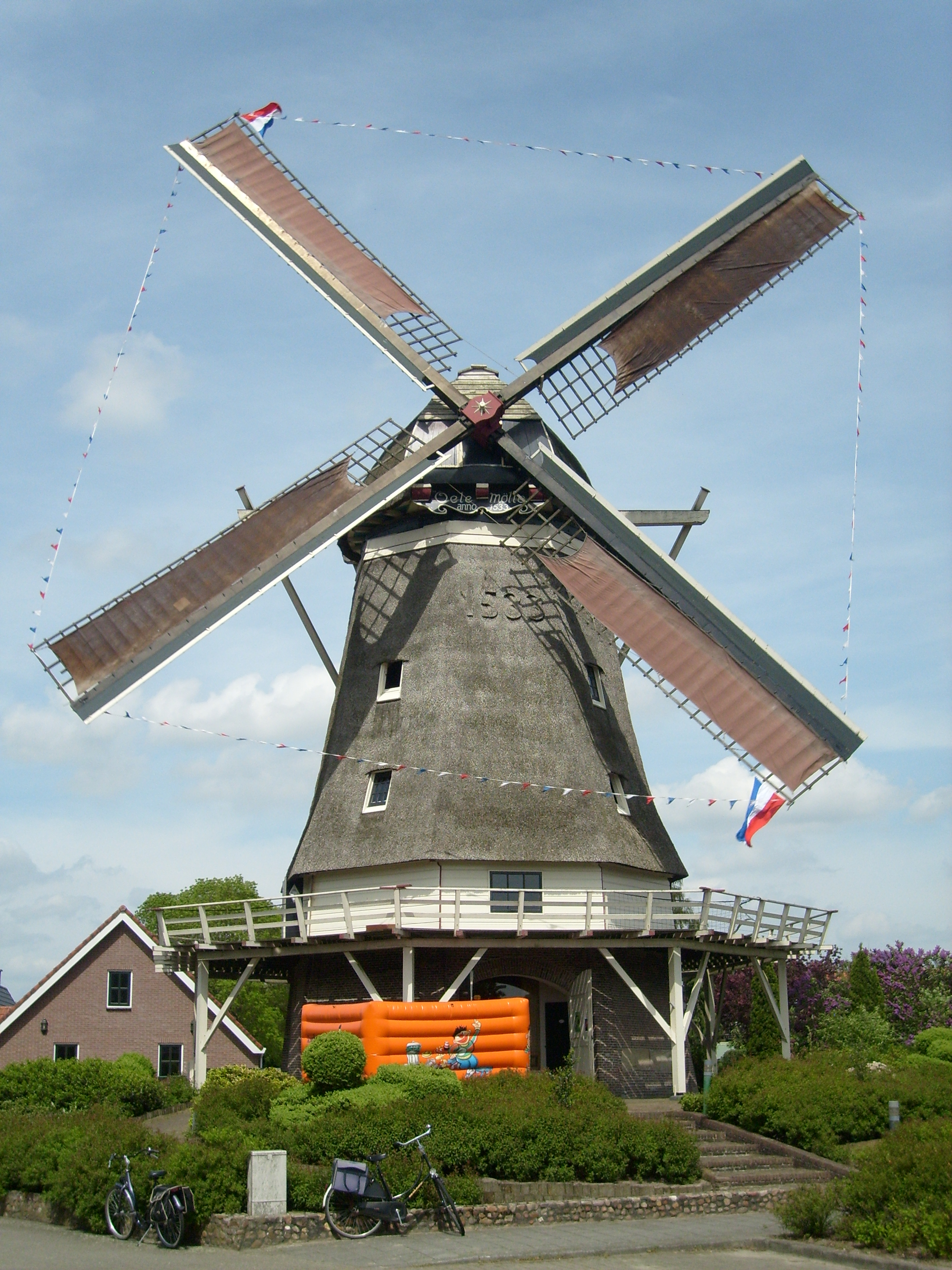
De Oelemölle met zeilen tijdens de Nationale Molendag 2009

Op 19 oktober 2007 heeft deze molen voor het eerst na 50 jaar weer met zeilen gedraaid, en de zomer daarop zelfs volop met vier gebruikte zeilen. Meestal met molendagen draait de molen ook met zeilen en is dan te bezoeken, zoals de nationale molendag (2e zaterdag van mei) en de Overijsselse molendag (2e zaterdag van september).